# Gran Ducado de Avram
El Gran Ducado de Avram es una micronación fundada a principios de la década de 1980 por el tasmano John Charlton Rudge, que se hace llamar el "Gran Duque de Avram".

## Banco Real de Avram
La manifestación pública del Ducado fue el Banco Real de Avram, que en un momento operó desde locales comerciales propiedad de Rudge en George Town, Tasmania, y que todavía emite sus propios billetes y monedas, y monedas de platino de 1 onza. Esta empresa se trasladó más tarde a Strahan, en la costa oeste de Tasmania. Los clientes debían cambiar la moneda australiana por los equivalentes de Avram para obtener la moneda. El banco todavía opera hoy.
Debido a la falta de licencia, el Banco Avram atrajo la atención del gobierno australiano, quien confiscó todas las reservas de divisas de Rudge e inició un proceso contra él en el sistema judicial federal australiano. Después de un total de seis casos judiciales, que le costaron al gobierno federal alrededor de 22 millones de dólares australianos, los tribunales dictaminaron que Rudge no se había involucrado en ninguna actividad ilegal y ordenaron la devolución de todas las propiedades confiscadas, aunque algunas desaparecieron en la Custodia Federal y luego aparecieron en el mercado. A Rudge se le permitió reanudar sus prácticas bancarias. Ha emitido varios juegos de monedas y billetes a nombre del Banco Real de Avram desde la década de 1980 (los más recientes son con fecha de 2008) y ha dicho a los medios que el banco opera desde varios sitios no especificados dentro y fuera de Tasmania.
Unusual World Coins de Krause Publications señala que, dado que se declaró inocente a Rudge, "su Banco Real debe considerarse una institución legal". Las monedas estaban "esmaltadas sobre metal chapado en oro" y se emitieron en varias denominaciones hasta 250 decals.100 Ducales es igual a 1 Avram, que es 1/30 de onza de oro.

## John Charlton Rudge
Rudge fue elegido como miembro de la Cámara de la Asamblea de Tasmania, en representación del Partido Liberal en la sede de Lyons. Sirvió un solo mandato y ocupó el cargo de Ministro de Construcción en la sombra. Rudge luego se desempeñó como concejal y teniente de alcalde del consejo municipal de Sorell bajo su nombre legal según lo acordado por el juez Pierre Slicer en una de sus decisiones.
Rudge reclama docenas de títulos "nobles" y "religiosos" (entre ellos "Conde de Enoch" y "Arzobispo cardenal de la Sede Real"), que afirma son de origen antiguo. También afirma ser el gran maestre de un puñado de antiguas órdenes de caballería y viajar con un pasaporte australiano que enumera sus diversos títulos, incluido un pasaporte "oficial" australiano.
El ducado de Avram nunca ha reclamado territorio a la manera de otras micronaciones australianas como el Principado de Hutt River. A partir de 2008, Rudge vivía en Sorell y dijo que su ducado era "filosófico, no territorial".